# 克里斯·芬尼根
克里斯·芬尼根（英語：Chris Finnegan，1944年6月5日—2009年3月2日），英国男子拳击运动员。他曾代表英国参加1968年夏季奥林匹克运动会拳击比赛，获得男子75公斤级金牌。奥运后他成为职业选手。